# Deli Serdang (regência)
Deli Serdang é uma regência da província indonésia de Sumatra do Norte.  Circunda a cidade de Medan a leste, sul e oeste.  Sua capital é Lubukpabam, localizada 30 km ao leste de Medan.  De acordo com o censo de 2010, sua população era de 1.789.243 habitantes.  Ocupa uma área de 2.486,14 km2.
As comunidades de Deli Serdang servem efetivamente como cidades-dormitórios de Medan.  O novo aeroporto de Medan também localiza-se na regência, mais precisamente em Kuala Namu.